# Scaphytopius biflavus
Scaphytopius biflavus är en insektsart som beskrevs av Paul S. Cwikla och Freytag 1982. Scaphytopius biflavus ingår i släktet Scaphytopius och familjen dvärgstritar. Inga underarter finns listade i Catalogue of Life.